# 真冬のトラム運転手
『真冬のトラム運転手』（まふゆのトラムうんてんしゅ、ノルウェー語: Nattrikken）は、エリク・トゥヴェイテン監督・脚本による2020年のノルウェーの短編映画である。
第95回アカデミー賞短編実写映画賞にノミネートされた。

## あらすじ
小人症のエバがトラムの到着を待っていたが、車掌がトイレに行ってしまったために乗ることができない。寒さに耐えかねたエバは車内に忍び込み、興味本位で操作した末に発車させてしまって車掌を残してトラムを進める。
停留所に到着すると無礼な青年のアランとその友人のベンジャミン、そしてトランス女性のアリエルが乗車する。アランはアリエルと仲良くなるが、アリエルの性別を知ると動揺し、アリエルが自分を騙してセックスしようとしているのではと憤慨する。アランとベンジャミンはアリエルに嫌がらせを始め、助けを求められたエバは当初は無視する。しかしながらアリエルがトラムから逃げ出すとエバは勇気を取り戻し、容姿を侮辱されながらも2人に立ち向かう。エバはアランを騙してトラムを運転させて降車し、他の乗客たちは呆然とする。
アランが運転するトラムが走り出すとエバはアリエルと一緒にベンチに座る。2人はトラムを追いかけるパトカーを目にして微笑み合う。

## キャスト
- エバ - シグリッド・カンダル・フーショルド
- アリエル - オラ・ホームスネス・サンダム
- アラン - アクセル・バロ・アーセン
- ベンジャミン - ヨン・ヴェガルド・ホフダール

## 受賞とノミネート
| 映画祭・賞         | 部門                 | 対象                                           | 結果       | 参照        |
| ------------------ | -------------------- | ---------------------------------------------- | ---------- | ----------- |
| アナポリス映画祭   | 短編映画審査員賞     | エリク・トゥヴェイテン                         | 受賞       |             |
| トライベッカ映画祭 | ナラティブ短編賞     | エリク・トゥヴェイテン                         | 受賞       |             |
| バージニア映画祭   | ナラティブ短編観客賞 | エリク・トゥヴェイテン                         | 受賞       |             |
| アカデミー賞       | 短編実写映画賞       | エリク・トゥヴェイテン、ガウテ・リド・ラーセン | ノミネート | [ 2 ] [ 3 ] |